# Бахаєв Степан Антонович
Бахаєв Степан Антонович (нар. 2 лютого 1922 — †5 липня 1995)  — радянський льотчик-ас, брав участь у Другій світовій війні та війні у Кореї (1950—1953). Герой Радянського Союзу(1951).

## Життєпис
Степан Бахаєв народився 2 лютого 1922 року в селі Двуречкі, нині Грязінского району Липецької області, в родині селянина. Сім'я жила дуже бідно, і тому Стьопа, закінчивши 7 класів, подався в місто — шукати кращої долі. Йому вдалося вступити в плодово-ягідний технікум, проте незабаром захворів на тиф і був відрахований. Аби прожити, не залишалося нічого іншого, як влаштуватися газівником на Липецький металургійний завод.
Ведучи напівголодне існування, за порадою старших товаришів він записався в місцевий аероклуб, оскільки в ті часи для залучення молоді в аероклубах ще й годували. Попутно Бахаєв відвідує і вечірню школу ФЗУ.
Коли в жовтні 1940 року його забрали в армію, у воєнкомі, побачивши його послужний список, його направили в льотну школу. Так у січні 1941 року він став курсантом Краснодарського вищого військового авіаційного училища.
До початку війни він зміг тільки почати теоретичне навчання, а потім була евакуація. Незважаючи на важкі умови, до закінчення училища курсант Бахаєв встиг освоїти літаки УТ-2, УТІ-4, І-16 і Як-1.

## Участь у Другій світовій війні
Молодий лейтенант отримав направлення в 515-й винищувальний авіаполк, у який прибув влітку 1943 року. Полк був озброєний літаками Як-1 і базувався у місті Бєлгород.
Перші бойові вильоти Бахаєв виконав в серпні 1943 року, коли в його льотній книжці з'явилися записи про вісім бойових вильотів та участі в одному повітряному бою, в якому групою був збитий коректувальник Fw 189.
Далі були бої під Харковом, Полтавою, полк прикривав плацдарм між Дніпропетровськом і Дніпродзержинськом. Свою першу особисту перемогу Степан Бахаєв здобув 10 вересня в районі села Трохимівка, що в Харківській області.
Після переформування і переозброєння на Як-9Т в кінці 1943 року в Харкові, полк перебазувався в Кіровоград, а потім навесні 1944 року воював вже на території Польщі. На початок 1945 старший лейтенант Бахаєв вже був дуже підготовленим льотчиком, які мали на своєму рахунку 10 збитих літаків противника.
Свої останні перемоги у Великій Вітчизняній війні Степан Бахаєв здобув 18 березня 1945 року, коли група льотчиків, прикриваючи свої війська, перехопили велику групу штурмовиків Fw 190 в районі Штеттин — Альтдамм о 18:30 і в десятихвилинній битві, розсіяли цю групу знищивши 5 літаків противника, без своїх втрат. Двох «фоккерів» із бомбами збив сам Бахаєв.
Загалом за 19 військових місяця С. А. Бахаєв виконав (згідно з офіційними даними, відбитим у льотній книжці) 112 бойових вильотів, брав участь у 28 повітряних боях, у яких збив 11 літаків особисто і 2 в групі. Він став третім за результативністю льотчиком полку за війну.

## Післявоєнна кар'єра
Хоча бойові дії і закінчилися, але 515-й ВАП ще до листопада 1947 перебував на території Німеччини у складі окупаційних військ.
Відгулявши відпустку, в лютого 1948 року Бахаєв отримує направлення в 1-шу ескадрилью 523-й винищувальній авіаційний полк, який на той момент базувався в Кобрині. У цей період почалося переозброєння ВПС на реактивну техніку і, льотчики полку починають переозброєння на Як-15. Правда, в Білорусі полк затримався недовго і вже у вересні був переведений в Кострому, де льотчики освоїли МіГ-15.

## Участь у війні в Кореї
У серпні 1950 року за рішенням командування дивізію стали готувати для перекидання на Далекий Схід у Примор'ї, а потім в Китай. Місцем базування 523-го ВАП визначили аеродром Воздвиженка. Тут льотний склад проходив льотну підготовку, яку перемежовувалась із постійними вильотами на перехоплення порушників держкордону — з початком війни в Кореї американські літаки часто порушували радянський повітряний простір.
До пори до часу все зіткнення закінчувалися мирно, проте так тривало до 26 грудня 1950 року. Того дня піднята по тривозі пара Бахаєв — Котов перехопила американський розвідник, пізнаний льотчиками як «В-29». Над мисом Сейсюра радянські льотчики збили порушника. Наприкінці березня почалося перекидання дивізії в Китай. 25 березня 1951 303-а ВАД в повному складі прибула в м. Мукден, де влаштувалася на місцевих аеродромах. Льотчикам полку «дістався» аеродром «Мукден-Східний».
Степан Бахаєв вперше зустрівся з американськими льотчиками в бою 23 червня. Першу перемогу — F-80 — здобув вже на наступний день.
Літо і осінь 1951 пройшли в безперервних боях з американською авіацією. Так, за вересень Бахаєв виконав 24 бойових вильоти, а в наступному місяці — ще 23. У вересні льотчик поповнив свій рахунок одразу на три перемоги, а в жовтні, окрім «Сейбр» в його приціл потрапив і B-29 Superfortress.
У той пам'ятний для всіх льотчиків, які «пройшли» Корею день у важкому бою були збиті відразу десяток «Boeing B-29 Superfortress», одна з яких зі складу 372-ї бомбардувальної ескадрильї пішла на рахунок Степана Бахаева. Хоча літак був записаний у радянських документах як очевидна перемога, проте, згідно з американськими даними, літак у бою був тільки пошкоджений і здійснив аварійну посадку на аеродром Кимпо.
Ця битва увійшла в історію повітряної війни в Кореї, бо поставила «жирну крапку» в бойовій кар'єрі знаменитого бомбардувальника B-29, який у прямому сенсі пішов у тінь: після цієї битви з «мігами» 64-го ВАК підрозділи, озброєні бомбардувальниками Б-29, відмовилися від дії днем над КНДР, і перейшли на дії тільки вночі.
Кінець року став відносно спокійним для льотчиків полку — виснажені в жовтневих боях вони стали підніматися в повітря все менше і менше. Командування, прекрасно це, усвідомлюючи, віддало наказ про відправку попарно льотчиків в будинку відпочинку. На початку листопада відбув і майор Бахаєв. Повернувшись у частину в кінці листопада, з новими силами кинувся в бій. Так, тільки п'ять днів листопада в його льотній книжці з'явилися записи про 12 бойових вильоти, які п'ять разів закінчилися повітряними боями. Однак і вони були вельми результативними — на рахунок льотчика пішли два збитих американських винищувачі — F-80 і F-86.
Ще, будучи на відпочинку, Степан Антонович дізнався про радісну подію — присвоєння звання Героя Радянського Союзу. Саме 13 листопада був опублікований Указ Президії Верховної ради СРСР про нагородження великої групи «інтернаціоналістів». На той момент на рахунку аса з урахуванням перемог у ВВВ було 23 перемоги в повітрі. Досить напруженим, хоча і не результативним на перемоги був грудень. У 27 бойових вильотів тільки 8 разів Бахаеву вдалося побачити противника, що називається «в обличчя». Однак у цих боях поповнити свій рахунок йому не вдалося.
Зате новий 1952 льотчик почав з перемоги, збивши в районі Дзюнсі F-86. А свою останню в Кореї перемогу Бахаєв здобув 18-го числа, при цьому його противником був F-84. До початку березня льотчики авіаполку повернулися на аеродром базування.
Загалом за час бойових дій майор Степан Антонович Бахаєв виконав 180 бойових вильотів, налітавши 143 години 25 хвилин. Беручи участь у 63 боях, їм було збито 11 літаків супротивника — 3 F-80, 1 B-29, 2 F-84 і 5 F-86.

## Список повітряних перемог
| Дата повітряного бою | Кількість і тип збитих ворожих літаків (особисто/в групі) | Район повітряного бою                          |
| -------------------- | --------------------------------------------------------- | ---------------------------------------------- |
| 31.08.1943           | 1 Фв-189                                                  | Чугуєв — Горб                                  |
| 10.09.1943           | 1 Ме-109                                                  | півд. Трохимівка                               |
| 15.10.1943           | 1/4 He-111                                                | Козінка                                        |
| 22.10.1943           | 1 FW-190                                                  | Зав'ялівка                                     |
| 22.10.1943           | 1/3 Junkres Ju-88                                         | на південь від Ганнівка                        |
| 21.07.1944           | 1 FW-190                                                  | Перевоз                                        |
| 27.07.1944           | 1 FW-190                                                  | Демблін                                        |
| 27.07.1944           | 1 FW-190                                                  | на північ від Демблін                          |
| 05.08.1944           | 1 FW-190                                                  | на північ від Боска Воля                       |
| 06.08.1944           | 1 FW-190                                                  | Грабув                                         |
| 30.01.1945           | 1 FW-190                                                  | Швібус                                         |
| 30.01.1945           | 1 FW-190                                                  | Швібус                                         |
| 28.02.1945           | 1 Junkers Ju-87                                           | південно — західна окраїна аєродрому Фіновфурт |
| 18.03.1945           | 1 FW-190                                                  | на південь від Штеттін                         |
| 18.03.1945           | 1 FW-190                                                  | на захід від Альтдамм                          |
| 26.12.1950           | RB-29                                                     | Сейсюр                                         |
| 24.06.1951           | F-80                                                      | на південний захід від Ракоцін                 |
| 24.06.1951           | F-80                                                      | на південний захід від Ракоцін                 |
| 19.09.1951           | F-84                                                      | Дзюнсен — Сюкасен                              |
| 25.09.1951           | F-86 Sabre                                                | на південь від Тайсен                          |
| 26.09.1951           | F-86 Sabre                                                | Дзюнсен                                        |
| 06.10.1951           | F-86 Sabre                                                | Дзюнсен                                        |
| 23.10.1951           | B-29                                                      | Намсі — Тайсен                                 |
| 27.11.1951           | 1 F-80                                                    | Дзюнань                                        |
| 29.11.1951           | 1 F-86                                                    | Дзюнань                                        |
| 01.01.1952           | 1 F-86                                                    | Дзюнань                                        |
| 18.01.1952           | 1 F-84                                                    | Сюкен — Ансю                                   |

Примітка: таблицю складено за даними джерел.

## Мирне життя
Після закінчення корейського відрядження Степан Антонович продовжував службу в складі 523-го ВАП на Далекому Сході. Освоїв МіГ-17 і МіГ-17ПФ. Усе, здавалося б, йшло добре, але кар'єру бойового аса обірвала тривіальна авіаційна катастрофа.
26 квітня 1959 майор Бахаєв як інспектор полку з льотної справи в черговому нічному навчальному вильоті «вивозив» льотчика сусіднього полку — капітана Олексія Олександровича Свінтіцкого. У якийсь момент літак потрапив у штопор, і льотчики були змушені катапультуватися. При цьому обидва отримали поранення різної тяжкості.
Разом із родиною майор у відставці поїхав в невелике містечко Богодухів, Харківської області. Якийсь час він відпочивав, займаючись своєю улюбленою справою — розведенням садів, а з 1962 по 1973 рік він працював у Богодухівському навчальному центрі ДТСААФ.
Степан Антонович вів дуже активний спосіб життя — багато часу проводив у лісі, рибалив, любив полювання.
Проте дві війни давали про себе знати, і в 1980 і 1982 році він переніс два інсульти. А 5 липня 1995 серці цієї чудової людини перестало битися.

## Нагороди
- Герой Радянського Союзу — Медаль «Золота Зірка»
- Орден Леніна
- 4 Ордени Червоного Прапора
- Орден Вітчизняної війни 1-го ступеня
- Орден Вітчизняної війни 2-го ступеня
- 2 Ордени Червоної Зірки
- Медалі

## Біографічні статті
- Бахаев Степан Антонович. на airwar.ru. Архів оригіналу за 13 грудня 2014. Процитовано 12 листопада 2014.(рос.)
- Бахаев Степан Антонович. на www.warheroes.ru. Архів оригіналу за 13 червня 2012. Процитовано 12 листопада 2014.(рос.)
- Бахаев Степан Антонович. на http://soviet-aces-1936-53.ru. Архів оригіналу за 12 листопада 2014. Процитовано 12 листопада 2014. {{cite web}}: Зовнішнє посилання в |publisher= (довідка)(рос.)
- Бахаев Степан Антонович. на http://pl10lipetsk.ru/. Архів оригіналу за 27 листопада 2014. Процитовано 14 листопада 2014. {{cite web}}: Зовнішнє посилання в |publisher= (довідка)(рос.)
- Бахаев Степан Антонович. наhttp://www.airpages.ru/. Архів оригіналу за 29 листопада 2014. Процитовано 14 листопада 2014. {{cite web}}: Зовнішнє посилання в |publisher= (довідка)(рос.)